# Військова реформа Октавіана Августа
Октавіан Август був першим імператором Стародавнього Риму. Август прийшов до влади після вбивства Юлія Цезаря в 44 році до нашої ери. У 27 році до нашої ери Август «відновив» республіку Рим, хоча сам зберіг всю реальну владу як принцепс, або «перший громадянин» Риму. Август зберігав цей титул до своєї смерті в 14 році нашої ери. Сьогодні його пам'ятають як одного з великих адміністративних геніїв західної історії. Октавіан Август провів ряд успішних реформ, серед яких були і військові, спрямовані на посилення армії.

## Польова армія
У часи ІІ тріумвірату воїни служили не менше 10 років у різних військових кампаніях. Август врахував сучасні тенденції та провів ряд військових реформ, які завершили реорганізацію римської армії на професійних началах.. Армія стала регулярною. Тепер армія комплектувалась на основі добровільного найму громадян, які були зобов'язані служити 20-25 років. За службу кожен воїн отримував регулярну плату у розмірі 225 денаріїв, а також грошові премії за відмінну службу та перемоги. Вступаючи на службу воїн присягав на вірність імператору. Перебуваючи на служби воїн не мав права заводити сім'ю, жив у військовому таборі та займався військовими навчаннями. Воїн отримував статус ветерана, коли у віці 35-40 років йшов у відставку, а також земельну ділянку на декілька десятків югерів. Основою армійської організації був легіон, який нараховував у середньому близько 5 тисяч воїнів. Основою легіону була піхота, невелика кількість легкоозброєних воїнів та загін вершників. У кожному легіоні був певний набір метальної та осадної зброї та саперні підрозділи. Кожному легіону надавалось приблизно такої ж кількості об'єднання союзників, сформованих з провінційних жителів, які не мали прав римських громадян. У складі союзницьких об'єднань переважали кінні підрозділи, які доповнювали легіону важкоозброєну піхоту. Разом із допоміжними частинами легіон став нараховувати близько 10 тисяч воїнів. Керував легіоном імператорський легат у званні пропретора, до вищого командування легіону відносились військові трибуни і префекти, які керували когортами, до середнього відносились центуріони, що керували маніпулами й центуріями. Плата вищого та середнього командування у декілька разів перевищувала плату звичайних легіонерів. Плата допоміжних частин навпаки, була вдвічі менша за легіонерську, але після служби ці воїни могли розраховувати на отримання прав римських громадян. Загальний склад римської польової армії закріплений наприкінці правління Августа складав 25 легіонів, тобто приблизно 250 тис. воїнів, враховуючи допоміжні частини.

## Флот
Паралельно з остаточним оформленням регулярної армії йшло створення постійного флоту. Воєнно-морський флот не був головною частиною збройних сил та виконував охоронну функцію. Хоча в епоху Імперії не було жодної морської битви (битва при Акції виявилася останньою), інтереси безпеки внутрішніх морських шляхів вимагали утримання на Середземному морі кількох ескадр. Такі ескадри стояли в Мізені, Равенні та Олександрії. Крім того, тривалі військові операції на Рейні та Дунаї викликали необхідність створення на цих водних шляхах річкових флотилій. Особистий склад флоту, зазвичай, вербувався з вільнонароджених провінціалів, хоча у складі деяких ескадр було багато рабів, захоплених Августом у Секста Помпея.

## Інші військові утворення
Окрім польової армії Август організував гвардійські привілейовані частини, основним завданням яких був захист Італії, а особливо Риму та самого імператора. Вони були сформовані з 9 когорт по 1000 воїнів. Преторіанці мали безліч привілеїв порівняно з легіонерами: вони практично не брали участі у воєнних кампаніях, їхня служба тривала 16 років, а плата була у три з половиною рази більше –– 750 денаріїв. Також саме Август вперше в історії Риму створив спеціальні поліцейські частини. Зарплатня у них становила 375 динаріїв.

## Вплив на зовнішню політику
Маючи сильну армію, Август міг проводити успішну військову й дипломатичну політику у найбільш загрозливих ділянках кордону Римської імперії. Такими були ділянки вздовж Рейна та Дунаю, де римлянам постійно погрожували германські та інші племена; східні райони Малої Азії і Сирія, де перетинались кордони імперії та Парфянського царства. Саме в цих регіонах були зосереджені найсильніші групи легіонів. Август намагався оминути крупних війн, особливо з сильними супротивниками. Він підтримував складні дипломатичні зв'язки з Парфянським царством, разом з тим слідкуючи за внутрішньою боротьбою всередині царства та використовував це на користь Риму. Особливого Успіху Август досяг у 20 році до н. е., коли парфянський цар потребував допомоги римлян та був вимушений укласти вигідний Августу договір, за яким римлянам повертались відібрані легіонні орли, знамена, утвердження у Вірменії ставленика римського царя Тиграна ІІІ, він (Август) й надалі підтримував зв'язки з царством, але тримав у Сирії одне з найбільших військових угрупувань, розуміючи, що остаточної стабільності в цьому регіоні не буде. Каппадокія була приєднана до імперії, а напівсамостійне Юдейське царство було приєднано до провінції Сирії та туди був посланий римський прокуратор. Римський флот контролював всю ситуацію в Червоному морі.
Август зумів приєднати частину Піренейського півострова та альпійських областей, де були створені нові провінції. Також був встановлений контроль над Боспорським царством. Не такими успішними були стосунки з германськими племенами, проте і ним було нанесено декілька поразок. Новий кордон між вільними германськими племенами та галльськими провінціями проходила по широкому Рейну. Він був перетворений в укріплену прикордонну лінію.

## Висновок
Август зміг створити у своїй імперії справжню професійну армію. Завдяки реформам Августа військова організація Римської імперії стала однією з найкращих у стародавньому світі. Вона успішно виконувала необхідні державні задачі й функціонувала, як ефективна система більш як двісті років, що допомагало проводити успішну зовнішню політику.